# Angra dos Reis Esporte Clube
Angra dos Reis Esporte Clube, es un club deportivo, de la ciudad brasileña de Angra dos Reis, ubicada en el estado de Río de Janeiro, que fue fundado el 23 de marzo de 1999. Actualmente juega en la Estadual Serie B del Campeonato Carioca

## Historia
El equipo debutó en el año de 1999 en la Tercera División de Fútbol de Río de Janeiro, titulándose campeón, tras vencer al Everest Atlético Clube en la final.
En el año 2000, llegó hasta los cuartos de final de la Segunda División del Campeonato Carioca, y el año siguiente fue suspendido de las competiciones de carácter profesional, volviendo de nuevo en el año 2002.
En el 2003, fue subcampeón de la Segunda División, sin embargo no pudo ascender, debido a que sólo el primer lugar ascendía a la Primera División. En el 2004 y 2005, realizó campañas regulares, llegando a quedar en el tercer lugar. Sin embargo para el 2006 y 2007 quedó relegado a la mitad de la tabla
Con el lema "llegó nuestro turno", el club experimentó contratando a un jugador de renombre, por lo que se hizo con los servicios del experimentado delantero brasileño Viola , quien contaba para ese momento con 39 años, esto con miras de tratar de obtener el campeonato de la Segunda División de Río de Janeiro en 2008, cuestión que sin embargo no pudo lograr.
En el 2013 , después de una mala campaña en la primera ronda de la Copa de Santos Dumont , en la cual quedó entre las últimas posiciones, Angra dos Reis, llegó a la final de la Copa Corcovado, donde se enfrentó contra la Asociación Deportiva Cabofriense, esto después de la gran hazaña de eliminar a uno de los favoritos, el Bonsucesso FC, sin embargo no pudo hacerse con el campeonato, perdiendo 1-0.
Su color oficial es el color azul, y su estadio es el Estadio Jair Carneiro Toscano de Brito, el equipo es conocido como el "Tiburón Azul", nombre además que recibe su hinchada.

## Estadio

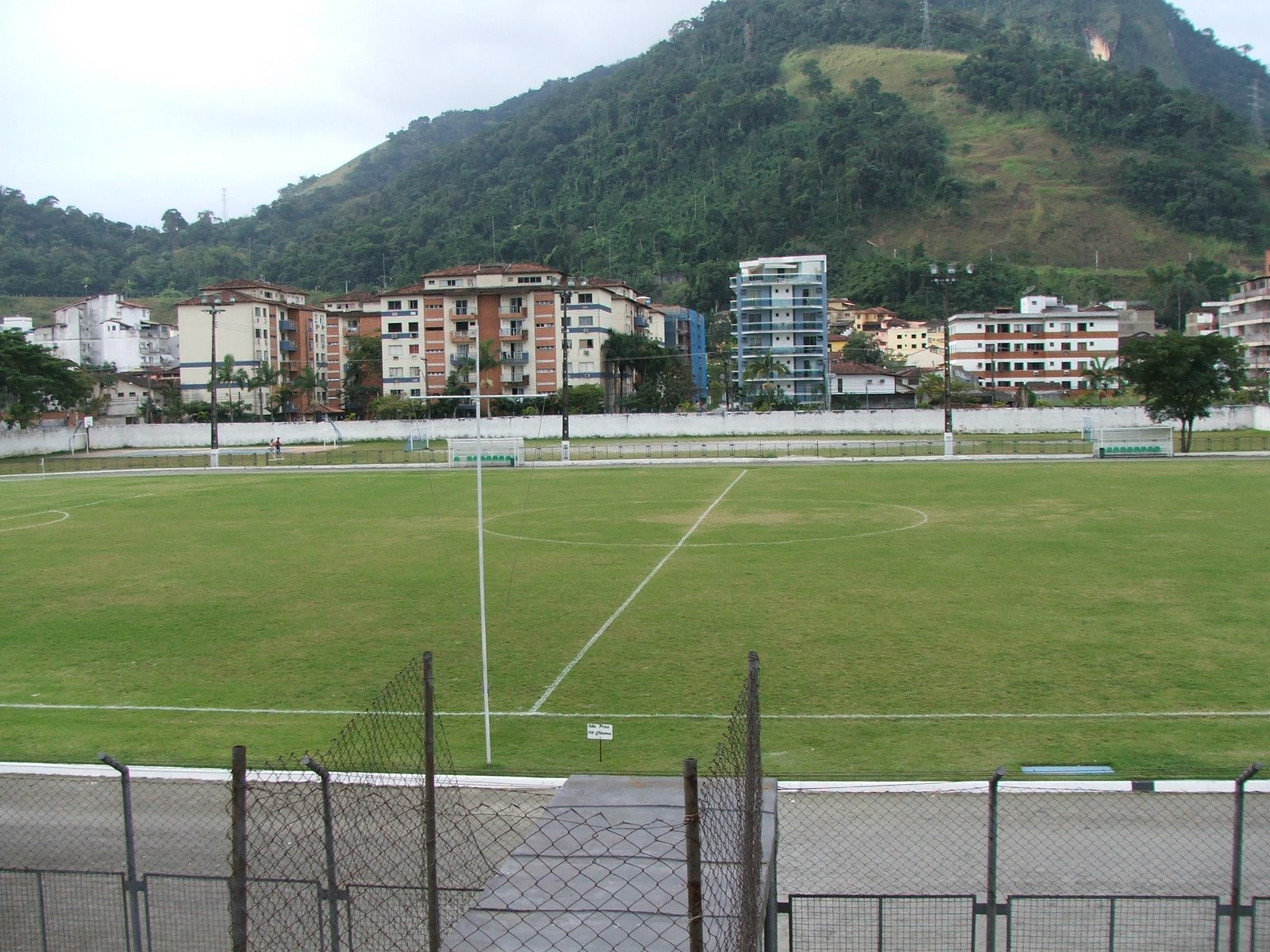
Estadio Jair Carneiro Toscano

Está ubicado en la calle Comandante Castillo Blanco del Barrio Balneario Jardín, y tiene una capacidad de 5.000 espectadores

## Afición
Su hinchada tiene el nombre de Torcida Tiburón Azul y su lema es "El terror del sur del Estado".

## Entrenadores
- Mario Marques (2014)
- Carlos Alberto
- Leandro Silva (?–febrero de 2019)[4]
- Mário Júnior (?–junio de 2022)[5]
- Filipe Sudré (junio de 2022–?)[6]

### Angra dos Reis Esporte Clube Sub-20
El equipo "B", es el equipo de la categoría sub-20, el cual juega en el campeonato paralelo de la categoría, es decir la Serie B Sub20.

## Palmarés
- Subcampeón de la Segunda División del Campeonato Carioca: 2003.
- Campeón de la Tercera División del Campeonato Carioca: 1999.
- Subcampeón de la Copa Corcovado: 2013.